# كونغ فو باندا 3
كونغ فو باندا 3 (بالإنجليزية: Kung Fu Panda 3)‏ هو فيلم يتم إنتاجه في الولايات المتحدة والصين وصدر يوم 23 ديسمبر 2015. الفيلم من إخراج جينيفر يي نيلسون وكتابة جوناثان ايبل وجلين بيرجير.

## بطولة
- جاك بلاك
- أنجلينا جولي
- ريبيل ويلسون
- براين كرانستون
- مادس ميكلسن

## القصة
تبدأ القصة بظهور والد بو المفقود من زمن بعيد لي شان (براين كرانغستون) بحثا عن ابنه بو التنين المقاتل (جاك بلاك) وبعد اجتماع الثناى ي يسافران إلى جنة الباندا السرية ليلتقي بو بني جنسه بعدما كان يظن انه الوحيد من نوعه ويلتقي انثى باندا تدعى ميمي (ريبل ويلسون) التي تعطى وعدا بالزواج من بو وهذا ما يسبب ذعره بالمناسبة لكونه لم يقابل واحدة من نوعه إضافة إلى شخصيات عدة جديدة تظهر مثل باو طفل باندا له صورة مع بو يؤديان وضعية قتالية لكن كل هذا يصير مهدد بالزوال عند ظهور الشرير المتوحش ذي القوى الغريبة كاي (ج.ك.سيمونس) الذي يهدف لاجتياح الصين والذي جاء على ليسان جينفر ويلسن ان شين شرير الجزء الثاني و تاي لونغ شرير الأول لا يقارنان به شراسة أو قوة أو رعبا الذي قيل ان له درع من الجلد وقرون وسيفي جايد يستعملهما للقتال هذا التحدي بو نفسه لا استعداد له لمواجهته لذا يكون امام تحد تدريب قرية باكملها من أبناء جنسه للتصدي للروح الشريرة كاي.

## الممثلون والشخصيات
- جاك بلاك (بدور: بو )
- داستن هوفمان ( بدور: المعلم العظيم شيفو )
- انجلينا جولي ( بدور: المعلمة تايغرس )
- جاكي شان ( بدور: المعلم مونكي )
- دايفد كروز ( بدور: المعلم كراين )
- لوكي لو ( بدور: المعلمة فايبر )
- راندال دك كيم ( بدور: المعلم اوغواي )
- سيث روغان ( بدور: المعلم مانتس )
- ريبيل ويلسون ( بدور: مي مي )
- جي كي سيمونس ( بدور: الشرير كاي)
- براين كرانتسون ( بدور: والد بو )

## روابط خارجية
- كونغ فو باندا 3 على موقع IMDb (الإنجليزية)
- كونغ فو باندا 3 على موقع ميتاكريتيك (الإنجليزية)
- كونغ فو باندا 3 على موقع روتن توميتوز (الإنجليزية)
- كونغ فو باندا 3 على موقع قاعدة بيانات الأفلام العربية
- كونغ فو باندا 3 على موقع ألو سيني (الفرنسية)
- كونغ فو باندا 3 على موقع أول موفي (الإنجليزية)
- كونغ فو باندا 3 على موقع بوكس أوفيس موجو (الإنجليزية)
- كونغ فو باندا 3 على موقع فيلمافينيتي (الإسبانية)
- كونغ فو باندا 3 على موقع قاعدة بيانات الأفلام السويدية (السويدية)
- كونغ فو باندا 3 على موقع قاعدة بيانات الفيلم (الإنجليزية)